# Dicranomyia torulosa
Dicranomyia torulosa är en tvåvingeart som först beskrevs av Alexander 1968.  Dicranomyia torulosa ingår i släktet Dicranomyia och familjen småharkrankar.
Artens utbredningsområde är Puerto Rico. Inga underarter finns listade i Catalogue of Life.